# ISO 3166-2:CD
ISO 3166-2:CD — стандарт Международной организации по стандартизации, который определяет геокоды. Является подмножеством стандарта ISO 3166-2, относящимся к Демократической Республике Конго. Стандарт охватывает 11 провинций Демократической Республики Конго. Каждый геокод состоит из двух частей: кода Alpa2 по стандарту ISO 3166-1 для Демократической Республики Конго — CD и дополнительного кода, записанных через дефис. Дополнительный двухбуквенный код образован созвучно: названию, аббревиатуре названий провинций. Геокоды провинций Демократической Республики Конго являются подмножеством кодов домена верхнего уровня — CD, присвоенного Демократической Республики Конго в соответствии со стандартами ISO 3166-1.

## Геокоды Демократической Республики Конго
Геокоды 11 провинций административно-территориального деления Демократической Республики Конго.
| Геокод | Административная единица | Статус    |
| ------ | ------------------------ | --------- |
| CD-BN  | Бандунду                 | провинция |
| CD-BC  | Нижнее Конго             | провинция |
| CD-EQ  | Экваториальная провинция | провинция |
| CD-KW  | Западное Касаи           | провинция |
| CD-KE  | Восточное Касаи          | провинция |
| CD-KA  | Катанга                  | провинция |
| CD-KN  | Киншаса                  | провинция |
| CD-MA  | Маниема                  | провинция |
| CD-NK  | Северное Киву            | провинция |
| CD-OR  | Восточная провинция      | провинция |
| CD-SK  | Южное Киву               | провинция |

## Геокоды пограничных Демократической Республике Конго государств
- Центральноафриканская Республика ISO 3166-2:CF (на севере),
- Южный Судан — ISO 3166-2:SS (на северо-востоке),
- Уганда — ISO 3166-2:UG (на востоке),
- Руанда — ISO 3166-2:RW (на востоке),
- Бурунди — ISO 3166-2:BI (на востоке),
- Танзания — ISO 3166-2:TZ (на востоке),
- Замбия — ISO 3166-2:ZM (на юге),
- Ангола — ISO 3166-2:AO (на юго-западе),
- Республика Конго — ISO 3166-2:CG (на северо-западе).